# Domenico Losurdo
 (avril 2011).
Si vous disposez d'ouvrages ou d'articles de référence ou si vous connaissez des sites web de qualité traitant du thème abordé ici, merci de compléter l'article en donnant les références utiles à sa vérifiabilité et en les liant à la section « Notes et références ».
Domenico Losurdo, né le 14 novembre 1941 à Sannicandro di Bari (Italie) et mort le 28 juin 2018, est un philosophe marxiste italien. Il a enseigné l'histoire de la philosophie à l'Université d'Urbino « Carlo-Bo ».

## Biographie
En 1963, il obtient un doctorat à l'Université d'Urbino avec une thèse sur Karl Rosenkranz, sous la direction de Pasquale Salvucci.
Il enseigne ensuite l’histoire de la philosophie à la Faculté des Sciences de l'Éducation de cette Université, et est nommé directeur de l’Institut des Sciences Philosophiques et Pédagogiques « Pasquale Salvucci ».
Il devient président de la Société internationale Hegel-Marx (Internationale Gesellschaft Hegel-Marx für dialektisches Denken) ; à partir de 1988, il est aussi membre de la Société Leibniz des sciences de Berlin (Leibniz Sozietät der Wissenschaften zu Berlin).
Il meurt le 28 juin 2018.

## Pensée
Domenico Losurdo consacre son travail à l’histoire politique de la philosophie classique allemande de Kant à Marx et au débat qui se développe autour de celle-ci en Allemagne dans la deuxième moitié du XIXe et au XXe siècle, pour procéder ensuite à une relecture de la tradition du libéralisme. 

### Critique du concept de totalitarisme
Reprenant les affirmations de Hannah Arendt dans Les origines du totalitarisme (1951), Domenico Losurdo pense que le véritable péché originel du XIXe siècle réside dans l’Empire colonial de la fin du XIXe siècle où, pour la première fois dans l’histoire, se manifestent le totalitarisme et l’univers concentrationnaire. 
Losurdo critique le concept de totalitarisme chez Hannah Arendt. Il considère que c'est un concept polysémique qui tire ses origines de la théologie chrétienne. Selon lui, en faire un concept politique relève d'un schématisme abstrait qui mène à isoler des éléments de la réalité historique pour établir une comparaison implicite entre les régimes fascistes et l'URSS au bénéfice des intellectuels de la Guerre froide et au détriment d'une recherche intellectuelle authentique.
Pour Losurdo, les origines du fascisme et du nazisme se trouvent dans les politiques colonialistes et impérialistes de l'Occident, qui, pour la première fois dans l'Histoire, ont perpétré des génocides administratifs et contrôlé politiquement des populations entières. D'après lui, le racisme et l'antisémitisme, y compris l'esclavage et le racisme aux États-Unis avec l'exclusion juridique des Noirs et le Ku Klux Klan, ont aussi beaucoup influencé les dirigeants nazis.

### Désindividualisation politique et morale ou désindividualisation naturaliste?
La désindividualisation est l’exclusion d’un individu ou d’un groupe de la communauté des citoyens. Il existe deux genres de désindividualisations : 
1. La désindividualisation politique et morale : l’exclusion est causée par des facteurs politiques ou moraux ;
2. La désindividualisation naturaliste : l’exclusion est causée par des facteurs biologiques.

Pour Domenico Losurdo, d'un point de vue qualitatif, la désindividualisation naturaliste est pire que la désindividualisation politique et morale. En effet, alors que cette dernière offre la possibilité d'y échapper en changeant d’idéologie ou de comportement politique, cela est impossible dans le cas de la désindividualisation naturaliste. Celle-ci est irréversible car elle se fonde sur des facteurs biologiques qui, par leur nature même, ne sont pas modifiables.

### Holocauste et holocaustes
Pour Losurdo, l'Holocauste des Juifs n’est pas un événement incomparable. Il pense cependant qu’il présente une « particularité tragique ». La méthode de comparaison qu'il propose à ce sujet ne doit pas s’entendre comme une relativisation, une minoration. Selon lui, si l'on considère l’Holocauste des Juifs comme incomparable, c'est que l'on abandonne la perspective historique et qu'on occulte notamment l’ « Holocauste noir » (la réduction en esclavage des Africains noirs, puis le traitement spécifique qu'ils subissent à l'époque de l'esclavage, et même après) et l’ « Holocauste américain » (les sévices létaux infligés par les colons européens aux Indiens d’Amérique du Nord du début du XVIIe siècle à la fin du XIXe siècle).

### Autophobie communiste
L'autophobie communiste est un concept élaboré par Domenico Losurdo dans son ouvrage Fuir l'Histoire. Selon lui, il arrive que les victimes tendent à s'approprier le point de vue de leurs oppresseurs et commencent à se mépriser et à se haïr. Le concept de l'autophobie est essentiellement développé dans le cadre de l'étude de l'histoire juive, et de l'histoire de l'esclavage. Losurdo étend ce concept aux classes sociales et aux partis politiques ayant subi une "défaite". Il considère que « l'autophobie se manifeste aussi dans les rangs de ceux qui, tout en continuant à se déclarer communistes, se montrent obsédés par le souci de réaffirmer qu'ils n'ont absolument rien à voir avec un passé qu'ils considèrent, eux comme leurs adversaires politiques, comme tout simplement synonyme d'abjection. Au narcissisme hautain des vainqueurs, qui transfigurent leur propre histoire, correspond l'autoflagellation des vaincus. [...] Parmi les divers problèmes qui affectent le mouvement communiste, celui de l'autophobie n'est certainement pas le moindre. Laissons de côté les ex-dirigeants et les ex-représentants du Parti Communiste Italien (PCI), qui déclarent parfois avoir adhéré à ce parti dans un lointain passé sans jamais avoir été communistes. »

Losurdo propose un moyen de lutter contre ce phénomène : 
« Il va de soi que la lutte contre la plaie de l'autophobie s'avérera d'autant plus efficace que le bilan du grand et fascinant moment historique commencé avec la révolution d'Octobre sera radicalement critique et sans préjugés. Car, malgré leurs assonances, l'autocritique et l'autophobie sont deux attitudes antithétiques. Dans sa rigueur, et même dans son radicalisme, l'autocritique exprime la conscience de la nécessité de faire ses comptes jusqu'au bout avec sa propre histoire. L'autophobie est une fuite lâche devant cette histoire et devant la réalité de la lutte idéologique et culturelle toujours brûlante. Si l'autocritique est le présupposé de la reconstruction de l'identité communiste, l'autophobie est synonyme de capitulation et de renonciation à une identité autonome. »

### Critique du concept de stalinisme
En tant qu'hégélien, Losurdo vise à apporter à la connaissance historique deux éléments sous-représentés dans l'historiographie marxiste : la réflexion rationnelle sur le rôle des grands hommes et la critique rationnelle de la forme originaire du gauchisme moral, de la « belle âme » qui veut imposer « la loi du cœur », et l'intelligence de son retournement autoritaire inévitable. Pour Losurdo, le ferment de l'autoritarisme dans le mouvement communiste est à rechercher du côté libertaire de l'utopie communiste plus que dans la volonté réformiste de construire un État.
Il s'agit, dans l'ouvrage de Losurdo sur Staline, d'une histoire de l'image de Staline et non d'une biographie ni d'une histoire politique du système auquel son nom est couramment associé. Mais remettre en cause les clichés de l'antistalinisme habituel, y compris dans les rangs communistes depuis 1956 nécessite aussi de revenir sur le fond de la question de l'évaluation de l'histoire soviétique de 1922 à 1953, et même au-delà, puisque les catégories de l'antistalinisme ont été généralisées à l'étude d'autres États dirigés par des partis communistes, et d'autres personnalités : Mao en Chine, Fidel Castro à Cuba, ou encore Tito en Yougoslavie.
L'étude de la légende noire se mêle donc pour partie à une réhabilitation de la personnalité et de la figure d'homme d'État de Staline, qui est bien distingué du régime politique. Le point de départ étant la constatation qu'au moment de sa mort en mars 1953, l'image de Staline était plutôt positive dans le monde, propagande de part et d'autre mise à part. C'est la diffusion du rapport Khrouchtchev qui a « précipité le dieu aux enfers ». Ce rapport est une des principales cibles de Losurdo. Selon lui, il s'agit d'un document de la lutte interne à la direction du PCUS dont la crédibilité est pratiquement nulle, et dont la plupart des assertions concernant Staline sont tout simplement inventées. 
La recension du livre de Losurdo dans Liberazione, organe du Parti de la Refondation communiste, a donné lieu en 2009 à une lettre de protestation de la part de vingt rédacteurs du journal, qui dénonçaient la tentative de réhabilitation de Staline par Losurdo, son relativisme à l'égard des crimes staliniens et la recension de son ouvrage par le journal.
L'historien italien Antonio Moscato, proche du mouvement Gauche critique, juge très sévèrement les écrits de Losurdo sur le stalinisme, estimant que, « en tant qu'historien, Losurdo est calamiteux, et en tant que polémiste, il est encore pire », et lui reprochant d'ignorer tous les témoignages historiques « non apologétiques » sur Staline ainsi que les très nombreux documents sur le goulag.

## Publications
En italien
- La comunità, la morte, l’Occidente. Heidegger e l’« ideologia della guerra », Bollati Boringhieri, Turin, 1991, 2001.
- Hegel e la libertà dei moderni, Editori Riuniti, Rome, 1992, 1999.
- Democrazia o bonapartismo. Trionfo e decadenza del suffragio universale, Bollati Boringhieri, Turin, 1993, 2001.
- La Seconda Repubblica. Liberismo, federalismo, postfascismo, Bollati Boringhieri, Turin, 1994.
- Marx e il bilancio storico del Novecento, Bibliotheca, Rome 1993, et Utopia e stato d’eccezione. Sull’esperienza storica del “socialismo reale”, Laboratorio politico, Naples, 1996.
- Il revisionismo storico. Problemi e miti, Roma-Bari, Laterza, 1996.  (ISBN 88-420-5095-4).
- Hegel e la Germania. Filosofia e questione nazionale tra rivoluzione e reazione, Guerini (Italian Institute of Philosophical Studies), Milan, 1997.
- Civiltà, barbarie e storia mondiale : rileggendo Lenin, in R. Giacobini & D. Losurdo (éd.), Lenin e il Novecento, La Città del Sole (Italian Institute of Philosphical Studies), Naples, 1997.
- Antonio Gramsci dal liberalismo al « comunismo critico », Gamberetti, Rome, 1997.
- Nietzsche. Per una biografia politica, Roma, Manifestolibri, 1997.  (ISBN 88-7285-124-6).
- Il peccato originale del Novecento, Roma-Bari, Laterza, 1998.  (ISBN 88-420-5660-X).
- Introduzione e Nota biografica, in K. Marx, F. Engels, Manifesto del partito comunista, édité par D. Losurdo, Laterza, Rome-Bari, 1999, p. VII-LXXIII.
- La sinistra, la Cina e l’imperialismo, in Per la critica dell’ideologia borghese, Domenico Losurdo (dir.), n° 1, La Città del Sole, Naples, 1999.
- Ipocondria dell’impolitico. La critica di Hegel ieri e oggi, Milella, Lecce, 2001.
- « Destra » e « sinistra hegeliana » tra logica-metafisca e questione sociale, in F. Fanizza & M. Signore (éd.), coll. « Filosofia in dialogo », Pellicani, Rome, 1998, p. 311-28.
- Nietzsche, il ribelle aristocratico. Biografia intellettuale e bilancio critico, Bollati Boringhieri, Turin, 2002, 2004.
- Fuga dalla storia? La rivoluzione russa e la rivoluzione cinese oggi, La Città del Sole, Naples, 2005.
- Controstoria del liberalismo, Laterza, Rome-Bari, 2005, 2006.
- Il linguaggio dell’Impero. Lessico dell’ideologia americana, Laterza, Rome-Bari, 2007.
- Autocensura e compromesso nel pensiero politico di Kant, Bibliopolis (Italian Institute of Philosophical Studies), Naples, 1983, 2007.
- Stalin, Storia e critica di una leggenda nera, Carocci, Milan, 2008.
- Paradigmi e fatti normativi. Tra etica, diritto e politica, con altri, Perugia, Morlacchi, 2008.  (ISBN 9788860742247).
- La non-violenza. Una storia fuori dal mito, Roma-Bari, Laterza, 2010.  (ISBN 9788842092469).
- La sinistra assente. Crisi, società dello spettacolo, guerra, Carocci, 2014.  (ISBN 9788843073542)

En français
- Hegel et les libéraux, PUF, Paris, 1992
- Hegel et la catastrophe allemande, Albin Michel, Paris, 1994
- Heidegger et l'idéologie de la guerre, PUF, Paris 1998
- Autocensure et compromis dans la pensée politique de Kant, Septentrion, 248p., 1998
- Démocratie ou bonapartisme : Triomphe et décadence du suffrage universel [« Democrazia o bonapartismo. Trionfo e decadenza del suffragio universale »], Le Temps des cerises, 2005, 280 p. (ISBN 978-2-84109-358-8)
- Le révisionnisme en histoire : Problèmes et mythes [« Il revisionismo storico. Problemi e miti »], Éditions Albin Michel, 2006, 279 p. (ISBN 978-2-226-15885-7)
- Gramsci : Du libéralisme au « communisme critique » [« Antonio Gramsci dal liberalismo al « comunismo critico » »], Éditions Syllepse, 2005, 238 p. (ISBN 978-2-84950-064-4)
- Le péché originel du XXe siècle [« Il peccato originale del Novecento »]  (trad. de l'italien), Paris/Pantin, Éditions Aden, 2007, 92 p. (ISBN 978-2-915854-08-4)
- Fuir l'histoire ? : La révolution russe et la révolution chinoise aujourd'hui [« Fuga dalla storia? La rivoluzione russa e la rivoluzione cinese oggi »]  (trad. de l'italien), Paris/Pantin, Éditions Delga, 2007, 285 p. (ISBN 978-2-915854-08-4)
- Nietzsche philosophe réactionnaire : Pour une biographie politique [« Nietzsche. Per una biografia politica »]  (trad. de l'italien), Paris, Éditions Delga, 2008, 116 p. (ISBN 978-2-915854-11-4)
- Staline : Histoire et critique d'une légende noire [« Stalin, Storia e critica di una leggenda nera »]  (trad. de l'italien), Bruxelles/Paris, Éditions Aden, 2011, 531 p. (ISBN 978-2-8059-0063-1)
- Contre histoire du libéralisme [« Controstoria del liberalismo »]  (trad. de l'italien), Paris, La Découverte, 2013, 390 p. (ISBN 978-2-7071-7348-5)[8]
- Le Langage de l'Empire : Lexique de l'idéologie étasunienne [« Il linguaggio dell’Impero. Lessico dell’ideologia americana »]  (trad. de l'italien), Paris, Éditions Delga, 2013, 375 p. (ISBN 978-2-915854-58-9)
- La non-violence : Une histoire démystifiée [« La non-violenza. Una storia fuori dal mito »]  (trad. de l'italien), Paris, Éditions Delga, 2014, 346 p. (ISBN 978-2-915854-67-1)
- Nietzsche. le rebelle aristocratique : Biographie intellectuelle et bilan critique [« Nietzsche, il ribelle aristocratico. Biografia intellettuale e bilancio critico »]  (trad. de l'italien), Paris, Éditions Delga, 2016, 1088 p. (ISBN 978-2-915854-94-7)
- La Révolution d'Octobre et la démocratie dans le monde, Editions Delga,  2016.